# Sicherheitsbehörden-Neustrukturierung 2012
Die Sicherheitsbehörden-Neustrukturierung 2012 umfasst die Zusammenführung der österreichischen neun Sicherheitsdirektionen, 14 Bundespolizeidirektionen und neun Landespolizeikommanden zu neun Landespolizeidirektionen ab 1. September 2012.

## Konzept
Das Konzept für die Neustrukturierung wurde im November 2011 von Innenministerin Johanna Mikl-Leitner und Staatssekretär Josef Ostermayer präsentiert. Die neun Sicherheitsdirektionen und 14 Bundespolizeidirektionen, bei welchen es sich um Sicherheitsbehörden handelt, sowie die neun Landespolizeikommanden, welche Dienststellen des Wachkörpers Bundespolizei sind, sollten zu einer Landespolizeidirektion pro Bundesland zusammengeführt werden. Das Konzept sah eine „Integrierung von Sicherheitsbehörde und Wachkörper“ vor. Der Wachkörper Bundespolizei sollte bestehen bleiben, jedoch wurde dessen Führung mit der Behördenleitung fusioniert.
Die Landespolizeidirektion sollen ihren Sitz in der jeweiligen Landeshauptstadt haben und die Bezeichnung: „Landespolizeidirektion ...“ mit Hinzufügung des Namens des Bundeslandes, für das sie eingerichtet ist, führen.
An den Standorten der bisherigen Bundespolizeidirektionen sollen die LPD die Funktion der Sicherheitsbehörde I. Instanz wahrnehmen. An diesen Standorten, ausgenommen in den Landeshauptstädten, werden Polizeikommissariate als Außenstellen der LPD mit der Bezeichnung „Polizeikommissariat ….“ mit Hinzufügung des Namens der jeweiligen Gemeinde eingerichtet, welche jedoch keine eigene Behördenqualität haben. In Wien bestand schon bislang eine Personalunion von Sicherheitsdirektor und Polizeipräsident, die nun um die Integration des Landespolizeikommandos erweitert wird. Außerdem wurden die Außenstellen der bisherigen BPD Wien in den Gemeindebezirken schon bisher als Polizeikommissariate bezeichnet. Die Landespolizeidirektion soll von einem Landespolizeidirektor, in Wien vom Landespolizeipräsidenten, und zwei Stellvertretern geleitet werden. Das Konzept sah vor, dass jeder Stellvertreter je einem der beiden Aufgabenfelder vorsteht. Diese beiden Aufgabenfelder sind:
- Operatives -  Dieser Bereich ist für kriminalpolizeiliche und sicherheitspolizeiliche Aufgaben zuständig
- Support und behördliche Verfahren - Darunter fallen Logistik, Personaladministration oder Verwaltungsverfahren

Ziel der Reform war eine schlanke Führungsstruktur mit einer Reduktion von 31 auf neun Behördenleiter. Weiters soll eine geringere Anzahl an Schnittstellen, für die Budgetsteuerung eine Reduktion von 30 Budgets auf neun Detailbudgets bedeuten. Als zentrale und serviceorientierte Anlaufstellen für die Bürger soll es „Bürgerservicestellen“ an den Behördenstandorten geben. Durch Investition in die Sicherheit statt in Strukturen soll die Nutzung von Synergien aus der Verschlankung der Administration zugunsten des Exekutivdienstes erfolgen. Ziel war es weiters, durch intern klar geregelte Abläufe ein Mehr an Effektivität und Effizienz innerhalb der Polizei zu erzeugen. Schließlich sollen durch die Zusammenlegungen für die Bediensteten des Innenministeriums Karrieremöglichkeiten von der Polizeiinspektion über die Landespolizeidirektionen bis hinauf in das Innenministerium ermöglicht werden.
Der Landespolizeidirektor/Landespolizeipräsident ist sowohl als E1-Beamter des Exekutivdienstes („Polizeioffizier“) wofür ein Masterstudium mit Nachgraduierung notwendig ist, als auch als A1-Beamter des rechtskundigen, Höheren Dienstes („Polizeijurist“) angedacht. Ab dem Jahr 2022 soll dann der Landespolizeidirektor/Landespolizeipräsident als A1-Beamter fixiert werden, wobei nicht nur die juristische Ausbildung gefordert ist, sondern auch eine weitreichende exekutivdienstliche Führungsausbildung. Dabei wird angestrebt, dass auch die exekutivdienstliche Ausbildung mit einer entsprechenden juristischen Weiterbildung als A1-wertig anerkannt wird. Hinkünftig soll auch entsprechend ausgebildeten Quereinsteigern ermöglicht werden, den Posten eines Landespolizeidirektors zu erlangen.

## Umsetzung
In vier Arbeitsgruppen (Organisation und Personal, Infrastruktur, Legistik und Personalentwicklung) wurden von Angehörigen der Sicherheitsdirektionen, Bundespolizeidirektionen und Landespolizeikommanden konkrete Umsetzungspläne erarbeitet. Diese lagen bis Mitte des Jahres 2012 vor. Im Herbst 2012 sollen die Landespolizeidirektionen schlussendlich eingerichtet werden.
Die legistische Umsetzung des Vorhabens erforderte sowohl Anpassungen im Bereich des Verfassungsrechts (Artikel 78a bis 78d des B-VG), als auch in einfachen Gesetzen wie dem Sicherheitspolizeigesetz oder in zahlreichen Verwaltungsgesetzen, bei denen den verschiedenen Ebenen der Sicherheitsbehörden Mitwirkungs- und Strafkompetenz zukommt.
Am 19. April 2012 wurde das Vorhaben im Zuge des Sicherheitsbehörden-Neustrukturierungsgesetzes vom Nationalrat beschlossen.
Im März 2012 wurden die Personaleinsatzkonzepte für die Landespolizeidirektionen außer Wien, im April 2012 jenes für die LPD Wien festgelegt. Die LPD sind monokratische Sicherheitsbehörden, Leiter ist der jeweilige Landespolizeidirektor dem je zwei Landespolizeidirektor-Stellvertreter beigegeben sind. In Wien lautet die Funktionsbezeichnung des Behördenleiters Landespolizeipräsident, dem je zwei Landespolizeivizepräsidenten beigegeben sind. Auf Grund der Größe der Behörde wurde für Wien ein eigenständiges LPD-Modell entwickelt. Trotz der monokratischen Ausrichtung ist die Aufgabenverteilung nach einem Geschäftsführermodell ausgerichtet. Der jeweilige Behördenleiter fungiert als Geschäftsführer, seine jeweiligen Stellvertreter sind für je einen der beiden Geschäftsbereiche (A und B) zuständig.

### Organisation der Landespolizeidirektionen (außer Wien)
- Landespolizeidirektor (Geschäftsführung)
  -     - Büro Öffentlichkeitsarbeit (L 1)
    - Büro Controllingstelle (L 2)
    - Büro Interner Betrieb (L 3)

  - Landespolizeidirektor-Stellvertreter (Geschäftsbereich A)
    - Büro Organisation, Strategie und Dienstvollzug (A 1)
      - Referat Organisation und Strategie (A 1.1)
      - Referat Dienstvollzug (A 1.2)
      - Referat Polizeiärztlicher Dienst (A 1.3)
        - Einsatzabteilung (EA)
        - Landesverkehrsabteilung (LVA)
        - Landeskriminalamt (LKA)
        - Grenz- und fremdenpolizeiliche Abteilung (GFA)
        - Landesamt Verfassungsschutz (LV)

  - Landespolizeidirektor-Stellvertreter (Geschäftsbereich B)
    - Büro Rechtsangelegenheiten (B 1)
    - Büro Qualitäts- und Wissensmanagement (B 2)
    - Büro Budget (B 3)
      - Sicherheits- und verwaltungspolizeiliche Abteilung (SVA) (ausgenommen in Vorarlberg, da dort die Landespolizeidirektion in keinen Gemeinden Sicherheitsbehörde I. Instanz ist; die Sicherheitsverwaltung wird in Vorarlberg in der GFA wahrgenommen)
      - Personalabteilung (PA)
      - Logistikabteilung (LA)

In den Standorten der bisherigen Bundespolizeidirektionen wurden, außer in den Landeshauptstädten, Polizeikommissariate (PK) als Außenstellen eingerichtet. Der Leiter eines PK trägt die Verwendungsbezeichnung Stadthauptmann.

### Organisation der Landespolizeidirektion Wien
- Landespolizeipräsident (Geschäftsführung)
  -     - Büro Öffentlichkeitsarbeit (L 1)
    - Büro Controlling (L 2)
    - Büro II. Instanz (L 3)

  - Landespolizeivizepräsident (Geschäftsbereich A)
    - Büro Organisation, Strategie und Dienstvollzug
      - Einsatzabteilung (EA)
      - Landesverkehrsabteilung (LVA)
      - Abteilung Sondereinheiten (ASE)
      - Landeskriminalamt (LKA)
      - Abteilung Fremdenpolizei und Anhaltevollzug (AFA)
      - Landesamt Verfassungsschutz (LV)

  - Landespolizeivizepräsident (Geschäftsbereich B)
    - Büro Grundsatz und Rechtsangelegenheiten (B 1)
    - Büro Qualitätssicherung (B 2)
    - Büro Budget (B 3)
      - Sicherheits- und verwaltungspolizeiliche Abteilung (SVA)
      - Personalabteilung (PA)
      - Logistikabteilung (LA)

Als Filialen der LPD sind in Wien 14 Polizeikommissariate eingerichtet. Diesen unterstehen die 14 Stadtpolizeikommanden mit ihren Polizeiinspektionen.